# Death Row Records
Death Row Records és una companyia discogràfica fundada el 1991 per Suge Knight i Dr. Dre. Aquest segell discogràfic va ser la casa de molts artistes com Dr. Dre, Snoop Dogg o Tupac Shakur. També s'incloïen The Lady of Rage ("Afro Puffs"), Michel'li, Danny Boy o Gina Longo.

## Artistes
- Michel'le
- N.I.N.A
- Petey Pablo

## Antics Artistes
- 6 Feet Deep
- Above The Law
- B-Rezell
- Bad Azz
- Crooked I
- Danny Boy
- Daz Dillinger
- DJ Quik
- Dr. Dre
- Eastwood
- Gail Gotti
- Jewell
- K9
- Kurupt
- Lady Of Rage
- Lil' Bow Wow
- MC Hammer
- Nate Dogg
- O.F.T.B
- Pretty Ricky
- RBX
- Sam Sneed
- Snoop Dogg
- Soopafly
- Spider Loc
- Tha Dogg Pound
- The D.O.C.
- The Outlawz
- Tray Deee
- Tupac Shakur
- Virginya Slim
- Warren G
- Yo-Yo